# The Immaculate Collection
A The Immaculate Collection az amerikai énekes és dalszerző Madonna első válogatásalbuma, amely 1990. november 9-én jelent meg a Sire Records kiadónál. Az album tartalmazza azon 15 slágerének remixét is, amelyeket az 1980-as években rögzítettek, valamint két új dalt is, a Justify My Love-ot, és a Rescue Me-t.  Az album címe a szeplőtelen (Immaculate) Szűz Máriára tesz utalást, az eredeti bűn foltja nélkül. (Madonnát római katolikusként nevelték fel). A The Holiday Collection EP-t Európában jelentették meg, hogy ezzel is kísérjék a "Holiday" újrakiadását. Ez volt az első olyan album, melyen a QSound audiotechnikát használták.
A "Justify My Love" az album első kimásolt kislemeze, és Madonna 9. első helyezést elért dala az amerikai Billboard Hot 100-as kislemezlistán. A dalhoz tartozó szexuális irányultságú zenei videó miatt az egyik legvitatottabb kislemez. A "Rescue Me" második kislemezként jelent meg, és akkoriban női művésznek aligha volt olyan dala, mely a legjobban debütáló kislemeznek számított az Egyesült Államokban, ahol a 15. helyen indult a listán, és a 9. helyen ért a csúcsra. A "The Immaculate Collection" Madonna második olyan albuma volt, melyet az Amerikai Hanglemezgyártók Szövetsége gyémánt minősítéssel díjazott az eladott tízmillió példány feletti értékesítés végett. Ezen kívül az album több egymást követő héten tartózkodott az első helyen, mely egy női szóló előadónál ritkaságszámban ment az Egyesült Királyságban. Az albumból hivatalosan 31 millió példányt adtak el világszerte, és 2019-től számos webhely becslése szerint további 4 millió példány talált gazdára. Így ez a válogatás minden idők legjobban fogyó albuma a világon, szóló énekes által.

## Előzmények
Az album címe "The Immaculate Collection" címet a szeplőtelen Szűz Mária inspirációja adta keresztény hit nélkül. Az albumot Madonna a pápának szentelte, melyet az isteni inspiráció vezérelt. Sokan azt hitték hogy az albumot II. János Pál pápa számára ajánlották fel, azonban mint kiderült, Madonna testvére Christopher Ciccone – aki Madonnával végigturnézta a Blond Ambition világkörüli turnét, és az ő beceneve "A pápa". Ez volt az első olyan album, ahol QSound hangtechnikát alkalmaztak.
A "The Immaculate Collection" összes dalát, két új dal kivételével Shep Pettibone remixelte Goh Hotoda és Michael Hutchinson mellett. Néhány dal eredeti hosszúságát rövidítették, hogy csökkentsék a játékidőt. Habár az összes ének változatlan maradt, mint az eredeti felvételeken is, a "Like a Prayer" és az "Express Yourself" más zenét tartalmaz, melyben Madonna ugyanúgy énekel, mint az eredeti albumon.

"Nos, valójában néhány dal tényleg kissé megváltozott, de a dalok nagy részét eredeti formában tartottuk. Mint például a "Holiday", a "Lucky Star", stb., stb., Ezek voltak az eredeti produkciók. A remix valójában az volt, hogy létrehozzuk a Q Sound hangzást, olyanná téve a dalt, amikor egy bizonyos helyen hallgattad a  hangszórók előtt [...] Ezt nem volt könnyű megtenni. Ez volt az egyik olyan, hogy "Siess, ezt már a múlt héten meg kellett volna csinálni". Nagy rohanás volt. "

A Warner Bros. egy EP-t jelentetett meg Európában és az Egyesült Királyságban The Holiday Collection címmel, amelynek ugyanolyan borítója volt mint a The Immaculate Collectionnak. Ez tartalmazta a "Holiday" teljes hosszúságú verzióját, a "True Blue" , a "Who's That Girl", valamint a "Causing Commotion" remixét . Ez az összeállítás 5. helyezést ért el az Egyesült Királyság albumlistáin.

## Új dalok
Két új dal készült az albumhoz. Az egyik a "Justify My Love" volt, melyet eredetileg Ingrid Chavez írt, Prince legnagyobb pártfogoltja, és barátja, valamint Lenny Kravitz. Ő és a producer André Betts komponálta a zenét, míg Chavez a dalszövegeket egy vers alapján készítette, melyet Kravitz-nak írt.  Kravitz változtatott az anyagon bizonyos dolgokat, miközben Madonna megváltoztatott egy sort. Chavez nem számított arra, hogy a dal sikeres lesz, és később 1992-ben beperelte Kravitz-ot. A bíróságon kívül megállapodást kötöttek, és a társszerzői munkájáért jogdíjat kapott. Amikor a pert rendezték Chavez ügyvédje, Steven E. Kurtz tisztázta, hogy Madonna kiegészítő szöveteinek jóváhagyását nem kérdőjelezték meg a perben.
A "Justify My Love" egy trip-hop dal,  mely Madonna beszédét tartalmazza. A dal remixét, a "The Beast Within"-t csak néhány kiadáson szerepeltették. A remix csak az eredeti dal kórusát, és bizonyos sorait tartalmazza, a verseket a jelentések könyve szakaszok váltják fel. A dal először 1991-ben kapott média figyelmet, amikor Simon Wiesenthal vádolta a dalt az antiszemita szövegek miatt, különösen a "those who say that they are Jews, but they are not. They are a Synagogue of Satan" szöveg miatt. Madonna erre azt reagálta: "Természetesen nem volt antiszemita szándékom, amikor a Biblia egy részét beillesztettem a dalba. Általában a dal a gonoszsággal kapcsolatos megjegyzéseket kapta. Általánosságban üzenem, ha van, toleranciaellenes, és gyűlölet-ellenes dal, ez az, mert elvégre a szerelemről szól".
Új dalként a "Rescue Me" című vidám house dal is helyet kapott a válogatás lemezen. Lírai módon a "Rescue Me" kifejezi a viszonyos közötti rendezetlen viselkedések eloltását. A dal szívveréssel és mennydörgéssel indul, melyet basszusgitár, zongora, és ütőhangok követnek. Madonna énekelni kezd: "I'm talking /I believe in the power of love /I'm singing /I believe that you can rescue me"  Madonna az egyik résznél az orális szexhez hasonlító  mondatokat énekel: "And right while I am kneeling there I suddenly begin to care".

## Kislemezek
| #  | Kislemez        | Megjelenés        |
| -- | --------------- | ----------------- |
| 1. | Justify My Love | 1990. november 6. |
| 2. | Rescue Me       | 1991. február 26. |

A "Justify My Love" az album első kislemezeként 1990. november 6-án jelent meg, és ez lett Madonna 9. első helyezést elért dala a Billboard Hot 100-as kislemezlistán, amely két hétig maradt ebben a pozícióban. Az Egyesült Királyság kislemezlistáján a dal a 2. helyezést érte el. A dal szerte a világon a toplisták élén szerepelt, úgy mint Kanada, Finnország, valamint Ausztrália, és Spanyolország. A fekete-fehér zenei videót letiltották az MTV-n, a dalszövegek miatt, valamint a szex, a homoszexuális csók, és nudizmus végett. E tilalom miatt a videoklipet video single-ként jelentették meg, megy minden idők legsikeresebb single-je lett.
A "Rescue Me" második kislemezként jelent meg az albumról, a 15. helyen debütálva az amerikai Billboard Hot 100-as kislemezlistán, mely a listán a legjobban debütáló kislemez lett női előadó által, mely a 9. első helyezést érte el. A Billboard Airplay listán viszont az 5. helyre került. A kislemez Írországban, és az Egyesült Királyságban Top 10-es volt. A "Rescue Me" 2008. augusztusáig 134.767 példányt produkált az Egyesült Királyságban.

## Kritikák
| Értékelések          |           |
| Értékelő             | Értékelés |
| AllMusic             | [ 32 ]    |
| Blender              | [ 33 ]    |
| Robert Christgau     | A+        |
| Entertainment Weekly | A         |
| Mojo                 | kedvező   |
| Q magazin            | [ 37 ]    |
| Rolling Stone        | [ 38 ]    |
| Sputnikmusic         | [ 39 ]    |

A "The Immaculate Collection" egyetemes elismerést kapott a kritikusoktól. Stephen Thomas Erlewine az AllMusic-tól az öt csillag közül öttel osztályozta az albumot. Ezt nyilatkozta az albumról: "A felszínen...az album végleges retrospektív látványnak tűnik Madonna 80-as évek-beli dalaiban". Véleménye szerint azonban a Q-Sound technika, amely egyes dalok gyorsabbá tételét teszi lehetővé, mind az eredeti verziók, és más változtatások, mindezen által minden sláger megtalálható a lemezen, csak egyszerűen nem a megfelelő verzióban. Ennek ellenére azt a következtetést vonja le, hogy amíg az eredeti változatok nem kerülnek fel egy másik albumra, a The Immaculate Collection a legközelebb esik a végleges retrospektívához. Az albumot A+ besorolással minősítette, és Madonna legnagyobb albumának nevezte, melyen a 17 dal több mint fele kitörölhetetlen klasszikus.
A Q magazin szerint az ambiciózus címet igazolja a csodálatos tartalom, melyet a 17 dalból a legjobban a Lenny Kravitz általi Justify My Love, és (Rescue Me) kemény szexuális tartalmú dala erősíti. Jim Farber az Entertainment Weekly-től "A" besorolással minősístette az albumot, mondván: "Több, mint pusztán a legnagyobb slágerek gyűjteménye, mely a 80-as évek kislemezeinek legnagyobb gyűjteménye". Ross Bennet (Mojo) az albumot valóban a legjobbnak nevezte, és kijelentette, hogy: "Ennek ott kell lennie az ABBA "Gold" válogatás mellett, mint kislemez gyűjtemény, mely annyira beépült a kollektív tudatosságba". [...] De semmi sem tagadja meg a pop mögött Ciccone asszony első 15 éves slágereinek hátterét, mely ragyogóan van csomagolva, időrendi sorrendben.

### Elismerések
A Blender magazin az albumot az első helyre rangsorolta a "100 Greatest Amercian Albums of All Time" (Minden idők 100 legnagyobb amerikai albuma) listáján. 2012-ben az album a 184. helyre került a "The 500 Greatest Albums of All Time" (Minden idők 500 legnagyobb albuma) kategóriában.

## Sikerek
Az Egyesült Államokban a The Immaculate Collection a Billboard 200-as albumlista 32. helyén debütált az 1990. december 1-i héten. Később elérte a 2. helyet, és 141 héten keresztül maradt a listán. A lemezből 10 millió példányt adtak el az Egyesült Államokban. Az Amerikai Hanglemezgyártók Szövetsége tízszeres platina minősítéssel díjazták az eladások végett. 2016-től kezdve az album több mint 5.992.000 példányban fogyott, melyet a Nielsen SoundScan 1991-es megalakulása óta számolnak.
1990. november 24-én a The Immaculate Collection az első helyen debütált a brit albumlistán, és kilenc hétig volt ebben a pozícióban. 1990-ben a legnagyobb eladású brit album lett, és a leghosszabb egymást követő héten át volt első helyezett, melyet addig női előadó nem ért el. Ezt a rekordot később 2011-ben Adele döntötte meg az Adele 21 című albumával. Az Egyesült Királyságban a lemez tizenkét szeres platina minősítést kapott a Brit Hanglemezgyártók Szövetsége által, a 3,6 millió példány értékesítése végett. Franciaországban az album arany minősítéssel rendelkezik, az ottani egymillió eladott példányszám alapján. 2018-ban a hivatalos adatok szerint további 3,77 millió példányt adtak el a lemezből, ami a brit történelemben az első, hogy női előadónak ennyi lemeze fogyott. A lemez továbbá a művészek között a negyedik legnagyobb eladású albuma az Egyesült Királyságban. Az országban minden idők 12. legkelendőbb albuma.
Az album szintén tizenkétszeres platina minősítést kapott Ausztráliában is. Az albumból világszerte több mint 31 millió példányt értékesítettek, így Madonna bestsellere, és a világi szinten minden idők legkelendőbb válogatásalbuma, melyet valaha szólóművész kiadott.

## Számlista
| The Immaculate Collection - Normál kiadás | The Immaculate Collection - Normál kiadás | The Immaculate Collection - Normál kiadás | The Immaculate Collection - Normál kiadás | The Immaculate Collection - Normál kiadás | The Immaculate Collection - Normál kiadás | The Immaculate Collection - Normál kiadás | The Immaculate Collection - Normál kiadás | The Immaculate Collection - Normál kiadás | The Immaculate Collection - Normál kiadás |
|                                           | Cím                                       | Szerző(k)                                 | Producer                                  | Hossz                                     |                                           |                                           |                                           |                                           |                                           |
| ----------------------------------------- | ----------------------------------------- | ----------------------------------------- | ----------------------------------------- | ----------------------------------------- | ----------------------------------------- | ----------------------------------------- | ----------------------------------------- | ----------------------------------------- | ----------------------------------------- |
| 1.                                        | Holiday                                   | Curtis Hudson, Lisa Stevens               | John "Jellybean" Benitez                  | 4:06                                      |                                           |                                           |                                           |                                           |                                           |
| 2.                                        | Lucky Star                                | Madonna                                   | Reggie Lucas                              | 3:38                                      |                                           |                                           |                                           |                                           |                                           |
| 3.                                        | Borderline                                | Lucas                                     | Lucas                                     | 4:00                                      |                                           |                                           |                                           |                                           |                                           |
| 4.                                        | Like a Virgin                             | Billy Steinberg, Tom Kelly                | Nile Rodgers                              | 3:11                                      |                                           |                                           |                                           |                                           |                                           |
| 5.                                        | Material Girl                             | Peter Brown, Robert Rans                  | Rodgers                                   | 3:53                                      |                                           |                                           |                                           |                                           |                                           |
| 6.                                        | Crazy for You                             | John Bettis, Jon Lind                     | Benitez                                   | 3:46                                      |                                           |                                           |                                           |                                           |                                           |
| 7.                                        | Into the Groove                           | Madonna, Stephen Bray                     | Shep Pettibone                            | 3:46                                      |                                           |                                           |                                           |                                           |                                           |
| 8.                                        | Live to Tell                              | Madonna, Leonard                          | Madonna, Leonard                          | 5:19                                      |                                           |                                           |                                           |                                           |                                           |
| 9.                                        | Papa Don’t Preach                         | Madonna, Brian Elliot                     | Madonna, Bray                             | 4:09                                      |                                           |                                           |                                           |                                           |                                           |
| 10.                                       | Open Your Heart                           | Madonna, Gardner Cole, Peter Rafelson     | Madonna, Leonard                          | 3:51                                      |                                           |                                           |                                           |                                           |                                           |
| 11.                                       | La Isla Bonita                            | Madonna, Leonard, Bruce Gaitsch           | Madonna, Leonard                          | 3:48                                      |                                           |                                           |                                           |                                           |                                           |
| 12.                                       | Like a Prayer                             | Madonna, Leonard                          | Madonna, Leonard, Pettibone               | 5:52                                      |                                           |                                           |                                           |                                           |                                           |
| 13.                                       | Express Yourself                          | Madonna, Bray                             | Madonna, Bray, Pettibone                  | 4:04                                      |                                           |                                           |                                           |                                           |                                           |
| 14.                                       | Cherish                                   | Madonna, Leonard                          | Madonna, Leonard                          | 3:53                                      |                                           |                                           |                                           |                                           |                                           |
| 15.                                       | Vogue                                     | Madonna, Pettibone                        | Madonna, Pettibone, Craig Kostich         | 5:19                                      |                                           |                                           |                                           |                                           |                                           |
| 16.                                       | Justify My Love                           | Lenny Kravitz, Ingrid Chavez, Madonna     | Kravitz, André Betts                      | 5:01                                      |                                           |                                           |                                           |                                           |                                           |
| 17.                                       | Rescue Me                                 | Madonna, Pettibone                        | Madonna, Pettibone                        | 5:32                                      |                                           |                                           |                                           |                                           |                                           |
| 73:32                                     |                                           |                                           |                                           |                                           |                                           |                                           |                                           |                                           |                                           |

| The Immaculate Collection – iTunes Store edition | The Immaculate Collection – iTunes Store edition | The Immaculate Collection – iTunes Store edition | The Immaculate Collection – iTunes Store edition | The Immaculate Collection – iTunes Store edition | The Immaculate Collection – iTunes Store edition | The Immaculate Collection – iTunes Store edition | The Immaculate Collection – iTunes Store edition | The Immaculate Collection – iTunes Store edition | The Immaculate Collection – iTunes Store edition |
| #                                                | Cím                                              | Hossz                                            |                                                  |                                                  |                                                  |                                                  |                                                  |                                                  |                                                  |
| ------------------------------------------------ | ------------------------------------------------ | ------------------------------------------------ | ------------------------------------------------ | ------------------------------------------------ | ------------------------------------------------ | ------------------------------------------------ | ------------------------------------------------ | ------------------------------------------------ | ------------------------------------------------ |
| 1.                                               | Holiday                                          | 4:06                                             |                                                  |                                                  |                                                  |                                                  |                                                  |                                                  |                                                  |
| 2.                                               | Lucky Star (U.S. Remix)                          | 7:15                                             |                                                  |                                                  |                                                  |                                                  |                                                  |                                                  |                                                  |
| 3.                                               | Borderline (Album Version)                       | 5:18                                             |                                                  |                                                  |                                                  |                                                  |                                                  |                                                  |                                                  |
| 4.                                               | Like a Virgin                                    | 3:11                                             |                                                  |                                                  |                                                  |                                                  |                                                  |                                                  |                                                  |
| 5.                                               | Material Girl                                    | 3:53                                             |                                                  |                                                  |                                                  |                                                  |                                                  |                                                  |                                                  |
| 6.                                               | Crazy for You                                    | 3:46                                             |                                                  |                                                  |                                                  |                                                  |                                                  |                                                  |                                                  |
| 7.                                               | Into the Groove                                  | 4:10                                             |                                                  |                                                  |                                                  |                                                  |                                                  |                                                  |                                                  |
| 8.                                               | Live to Tell                                     | 5:19                                             |                                                  |                                                  |                                                  |                                                  |                                                  |                                                  |                                                  |
| 9.                                               | Papa Don't Preach                                | 4:09                                             |                                                  |                                                  |                                                  |                                                  |                                                  |                                                  |                                                  |
| 10.                                              | Open Your Heart                                  | 3:51                                             |                                                  |                                                  |                                                  |                                                  |                                                  |                                                  |                                                  |
| 11.                                              | La Isla Bonita                                   | 3:48                                             |                                                  |                                                  |                                                  |                                                  |                                                  |                                                  |                                                  |
| 12.                                              | Like a Prayer                                    | 5:52                                             |                                                  |                                                  |                                                  |                                                  |                                                  |                                                  |                                                  |
| 13.                                              | Express Yourself                                 | 4:04                                             |                                                  |                                                  |                                                  |                                                  |                                                  |                                                  |                                                  |
| 14.                                              | Cherish                                          | 3:53                                             |                                                  |                                                  |                                                  |                                                  |                                                  |                                                  |                                                  |
| 15.                                              | Vogue                                            | 5:19                                             |                                                  |                                                  |                                                  |                                                  |                                                  |                                                  |                                                  |
| 16.                                              | Justify My Love                                  | 5:01                                             |                                                  |                                                  |                                                  |                                                  |                                                  |                                                  |                                                  |
| 17.                                              | Rescue Me                                        | 5:32                                             |                                                  |                                                  |                                                  |                                                  |                                                  |                                                  |                                                  |
| 78:28                                            |                                                  |                                                  |                                                  |                                                  |                                                  |                                                  |                                                  |                                                  |                                                  |

## Formátumok

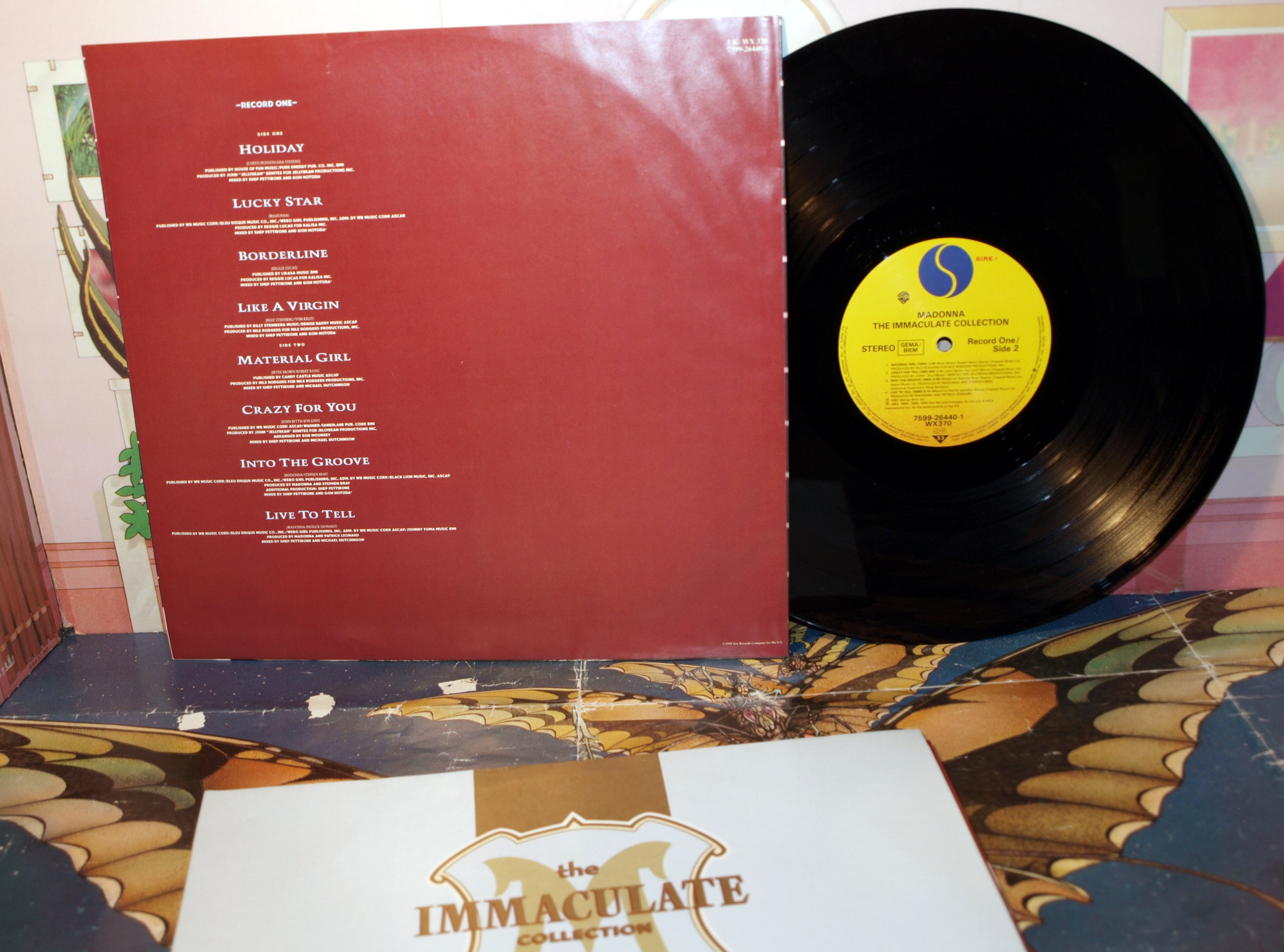
A "The Immaculate Collection" vinyl kiadványa.

- CD – Az album az összes 17 dalt tartalmazza.
- CD Limited Edition Box Set – A Royal Box tartalmaz egy CD lemezt, és egy VHS-t, mely a "Vogue" 1990-es felvételét tartalmazza, melyet az MTV Video Music Awards díjkiosztón rögzítettek, valamint egy 24 x 36-os színes plakátot, és képeslapokat, egy fehérnemű ihlette LP méretű dobozban.[56]
- CD Limited Edition Gold Edition – Ritka, 1995-ben megjelent Tajvani exkluziv limitált "gold" kiadás, egyedülálló arany szegélyű tokban.[57]
- CD Australian Tour Limited Edition – Egyedi képlemez, limitált, az előlapon pecséttel. Csak Ausztráliában jelentették meg a The Girlie Show turné – Madonna első Ausztrál turnéjának emlékére.[58]
- MC – Az album az összes 17 dalt tartalmazza.
- Cassette Limited Edition Box Set – A Royal Box tartalmaz egy CD lemezt, és egy VHS-t, mely a "Vogue" 1990-es felvételét tartalmazza, melyet az MTV Video Music Awards díjkiosztón rögzítettek, valamint egy 24 x 36-os színes plakátot, és képeslapokat, egy fehérnemű ihlette LP méretű dobozban.
- 2LP – Az dupla LP, összes 17 dalt tartalmazza.
- Limited Edition Picture Disc – Nem hivatalos kiadású UK picture disc, mind a 17 dallal.[59]
- MiniDisc – 17 dallal, mely 1999. október 25-én jelent meg.[60]
- VHS – 13 dalból álló videofilm válogatás, mely tartalmazza az "Oh Father" című klipet is, ami nem szerepel az audio kiadásokon, valamint a "Vogue"-t az 1990-es MTV Music Awards-ról.
- Laserdisc – 13 dalból álló videofilm válogatás, mely tartalmazza az "Oh Father" című klipet is, ami nem szerepel az audio kiadásokon, valamint a "Vogue"-t az 1990-es MTV Music Awards-ról.
- VCD – Csak Ázsiában adták ki. 13 dalból álló videofilm válogatás, mely tartalmazza az "Oh Father" című klipet is, mely nem szerepel az audio kiadásokon, valamint a "Vogue"-t az 1990-es MTV Music Awards-ról.
- DVD – Az 1999 novemberében megjelent kiadvány 13 dalból álló videofilm válogatás, mely tartalmazza az "Oh Father" című klipet is, mely ami nem szerepel az audio kiadásokon, valamint a "Vogue"-t az 1990-es MTV Music Awards-ról.[61]
- iTunes változat – amely digitálisan 2005-ben jelent meg, és különféle változatokat tartalmaz, úgy mint a "Lucky Star" (U.S.Remix) – 7:15, és a "Borderline" (remix) – 5.17. Az összes többi dal megegyezik az eredeti kiadással.

## Slágerlista
| Slágerlista (1990–1991)                      | Legjobb helyezések |
| -------------------------------------------- | ------------------ |
| Ausztrália (ARIA Top 50 Albums)              | 1                  |
| Ausztria (Ö3 Austria Top 40)                 | 6                  |
| Kanada Top Albums/CDs (RPM)                  | 1                  |
| Hollandia (Dutch Charts Album Top 100)       | 5                  |
| Finnország (Suomen virallinen lista)         | 1                  |
| Franciaország (SNEP)                         | 4                  |
| Németország (Offizielle Top 100)             | 10                 |
| Magyarország (MAHASZ Top 40 albumlista)      | 6                  |
| Japán (Oricon)                               | 5                  |
| Mexikó (AMPROFON)                            | 61                 |
| Új-Zéland (Recorded Music NZ Top 40 Albums)  | 3                  |
| Norvégia (VG-lista Album Top 40)             | 14                 |
| Portugália (AFP)                             | 6                  |
| Dél-afrikai Köztársaság (RISA)               | 23                 |
| Spanyolország (PROMUSICAE)                   | 5                  |
| Svédország (Sverigetopplistan Top 60 Albums) | 8                  |
| Svájc (Schweizer Hitparade Top 100 Albums)   | 3                  |
| Egyesült Királyság (UK Albums Chart)         | 1                  |
| USA Billboard 200                            | 2                  |

| Slágerlista (2000)           | Legjobb helyezések |
| ---------------------------- | ------------------ |
| Belgium (Ultratop Flandria)  | 33                 |
| Skócia Scottish Albums Chart | 7                  |

| Slágerlista (2006)         | Legjobb helyezések |
| -------------------------- | ------------------ |
| Dánia Danish Albums Chart  | 31                 |
| ÍrországIrish Albums Chart | 21                 |

| Slágerlista (2014)          | Legjobb helyezés |
| --------------------------- | ---------------- |
| Írország Irish Albums Chart | 3                |

| Slágerlista (1990)                 | Pozíció |
| ---------------------------------- | ------- |
| Ausztrália Australian Albums Chart | 5       |
| KanadaCanadian Albums Chart        | 40      |
| Hollandia Dutch Albums Chart       | 51      |
| Egyesült Királyság (OCC)           | 1       |

| Slágerlista (1991)                 | Pozíció |
| ---------------------------------- | ------- |
| Ausztrália Australian Albums Chart | 8       |
| KanadaCanadian Albums Chart        | 9       |
| Hollandia Dutch Albums Chart       | 21      |
| Németország German Albums Chart    | 48      |
| Japán Japanese Albums Chart        | 48      |
| Új-Zéland New Zealand Albums Chart | 30      |
| Svájc Swiss Albums Chart           | 30      |
| Egyesült Királyság (OCC)           | 8       |
| Egyesült Államok Billboard 200     | 8       |

| Slágerlista (1992)                 | Pozíció |
| ---------------------------------- | ------- |
| Ausztrália Australian Albums Chart | 39      |
| Egyesült Államok Billboard 200     | 88      |

| Slágerlista (1993)                 | Pozíció |
| ---------------------------------- | ------- |
| Ausztrália Australian Albums Chart | 20      |

| Slágerlista (2000)       | Pozíció |
| ------------------------ | ------- |
| Egyesült Királyság (OCC) | 82      |

| Slágerlista (2001)       | Pozíció |
| ------------------------ | ------- |
| Egyesült Királyság (OCC) | 90      |

| Slágerlista (2002)       | Pozíció |
| ------------------------ | ------- |
| Egyesült Királyság (OCC) | 136     |

| Slágerlista (2003)       | Pozíció |
| ------------------------ | ------- |
| Egyesült Királyság (OCC) | 166     |

| Slágerlista (2004)       | Pozíció |
| ------------------------ | ------- |
| Egyesült Királyság (OCC) | 156     |

| Slágerlista (2006)       | Pozíció |
| ------------------------ | ------- |
| Egyesült Királyság (OCC) | 110     |

| Slágerlista (1990s)                | Pozíció |
| ---------------------------------- | ------- |
| Egyesült Királyság UK Albums Chart | 7       |

| Slágerlista                        | Pozíció |
| ---------------------------------- | ------- |
| Egyesült Királyság UK Albums Chart | 12      |

## Minősítések
| Ország                                                        | Minősítés   | Eladás     |
| ------------------------------------------------------------- | ----------- | ---------- |
| Argentína (CAPIF)                                             | 3x platina  | 180.000    |
| Ausztrália (ARIA)                                             | 12x platina | 880.000    |
| Ausztria (IFPI Austria)                                       | platina     | 50.000     |
| Brazília (Pro-Música Brasil)                                  | 2x platina  | 500.000    |
| Kanada (Music Canada)                                         | 7x platina  | 700.000    |
| Dánia (IFPI Denmark)                                          | platina     | 80.000     |
| Finnország (Musiikkituottajat)                                | platina     | 92.500     |
| Franciaország (Syndicat National de l’Édition Phonographique) | gyémánt     | 1.128.700  |
| Németország (BVMI)                                            | 3x arany    | 750.000    |
| Japán (RIAJ)                                                  | 4x platina  | 800.000    |
| Hollandia (NVPI)                                              | 3x platina  | 300.000    |
| Új-Zéland (RMNZ)                                              | 7x platina  | 105.000    |
| Spanyolország (PROMUSICAE)                                    | 3x platina  | 300.000    |
| Dél-afrikai Köztársaság (RISA)                                | platina     | 50.000     |
| Svédország (GLF)                                              | arany       | 50.000     |
| Svájc (IFPI Switzerland)                                      | platina     | 50.000     |
| Egyesült Királyság (BPI)                                      | 12x platina | 3.770.000  |
| Egyesült Államok (BPI)                                        | gyémánt     | 10.000.000 |
| Világszerte                                                   |             | 30.000.000 |